# Nybøl Sogn (Sydslesvig)
 For alternative betydninger, se Nybøl Sogn. (Se også artikler, som begynder med Nybøl Sogn)
Nybøl Sogn (på tysk Kirchspiel Nübel) er et sogn i det sydlige Angel i Sydslesvig, tidligere i Strukstrup Herred (Gottorp Amt), nu kommunerne Ny Bjernt og Nybøl i Slesvig-Flensborg Kreds i delstaten Slesvig-Holsten.
I Nybøl Sogn findes flg. stednavne:
- Bjernt (også Bjerrent, Berend)
- Bjernthede
- Bregling (Brekling)
- Dam
- Guldholm (Guldenholm)
- Hareholm (Haarholm)
- Henkelhoved (Hinkelhöft)
- Holt
- Højeloft (Hoheluft)
- Kattehund
- Lund (Lunden)
- Ny Bjernt (Neuberend)
- Nybøl  (Nübel)
- Nybøllund
- Søholm
- Triangel el. Østerkro